# Jack Bruce

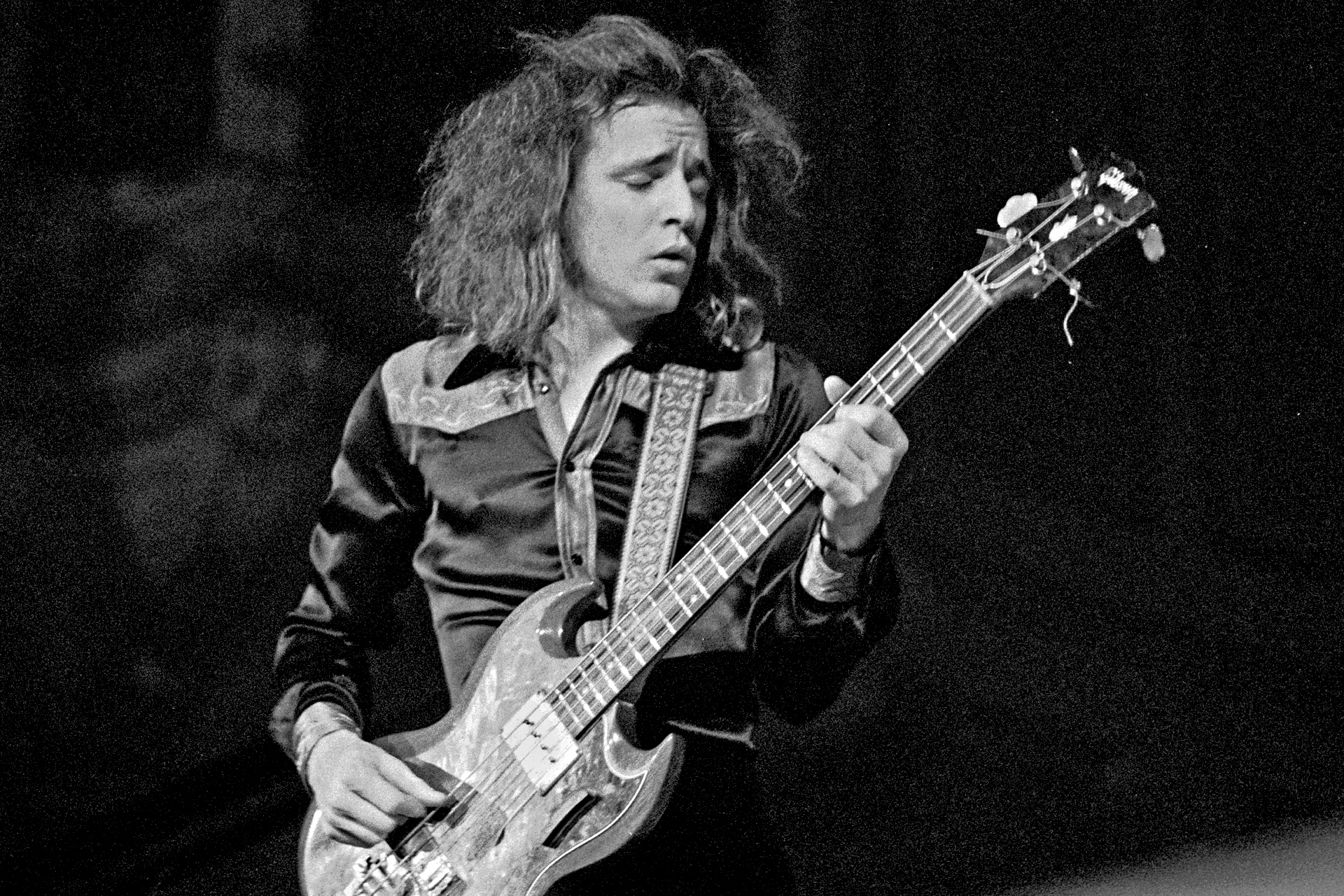
Jack Bruce, 1972

Jack Bruce, właśc. John Symon Asher Bruce (ur. 14 maja 1943 w Bishopsbriggs, zm. 25 października 2014 w Suffolk) – brytyjski kompozytor, wokalista i basista zespołu Cream, w skład którego wchodzili poza nim: Eric Clapton i Ginger Baker.

## Życiorys
Przed zespołem Cream grał u Alexisa Cornera w formacji Blues Incorporated, po rozpadzie Cream grał w grupie Bruce, West & Laing. Współpracował m.in. z Rory Gallagherem, Mickiem Taylorem, Manfredem Mannem, Grahamem Bondem, Uczestniczył także w nagraniach płyt m.in. Johna Mayalla, Lou Reeda, Franka Zappy, Charliego Wattsa z The Rolling Stones i Billa Warda z Black Sabbath. Wspólnie ze Zbigniewem Seifertem grał na legendarnej płycie Charliego Mariano Helen 12 Trees. 
Zmarł 25 października 2014 w Suffolk z powodu choroby wątroby.

## Oficjalna dyskografia

### Jack Bruce
- 1969: Songs for a Tailor
- 1970: Things We Like
- 1971: Harmony Row
- 1974: Out of the Storm
- 1975: The Jack Bruce Band Live '75 2CD
- 1977: How's Tricks
- 1978: Jet Set Jewel
- 1980: I've Always Wanted to Do This
- 1981: Live at the Bottom Line
- 1983: Automatic
- 1987: Inazuma Super Session
- 1987: Absolutely Free
- 1989: A Question of Time (album)
- 1989: Willpower (retrospektywa i nowe utwory)
- 1992: Links
- 1993: Something Els
- 1994: Cities of the Heart 2 CD
- 1995: Monkjack
- 1998: Live on the Old Grey Whistle Test
- 2001: Shadows in the Air
- 2002: Almost Cream (nagr. 1989)
- 2003: Rope Ladder to the Moon
- 2003: More Jack Than God
- 2007: Live with the HR Big Band
- 2008: Can You Follow? (6-dyskowy zestaw pudełkowy)

### Albumy innych wykonawców
Graham Bond Organisation
- 1970: Solid Bond (3 utwory, nagr. 1963)
- 1965: The Sound of ’65
- 1965: There’s a Bond Between Us
- 1978: At the Beginning

Cream
- 1966: Fresh Cream
- 1967: Disraeli Gears
- 1968: Wheels of Fire 2 LP/2 CD
- 1969: Goodbye
- 1969: Best of Cream
- 1970: Live Cream
- 1972: Live Cream Volume II
- 2002: BBC Sessions
- brak Those Were the Days (zestaw pudełkowy 4 CD)

Carla Bley i Paul Hines
- 1968: Elevator Over the Hills 2 LP/2 CD

Tony Williams' Lifetime
- 1970: (Turn It Over)

West, Bruce & Laing
- 1972: Why Dont'cha
- 1973: Whatever Turns You On
- 1974: Live and Kickin'
- brak West Germany 1973

Lou Reed
- 1973: Berlin

Cozy Powell
- 1979: Over the Top

Bruce, Lordan, Trower (BLT)
- 1981: BLT

Rocket '88
- 1981: Rocket '88

Trower, Bruce
- 1981: Truce
- 1983: Back It Up
- brak No Stopping Anytime (wybór z dwu poprzednich albumów)

Allan Holdsworth
- 1982: Road Games (jako wokalista)

Kip Hanrahan
- 1983: Desire Develops an Edge
- 1984: Vertical's Currency
- 1985: A Few Short Notes for the End Run
- 1988: Days & Nights of Blue Luck Inverted
- 1992: Exotica

Golden Palominos
- 1985: Visions of Excess
- 1986: Blast of Silence

Paul Hines
- 1993: Darn It! (antologia)

Baker, Bruce, Moore (BBM)
- 1994: Around the Next Dream

Charlie Mariano
- 1976: Helen 12 Trees

Soft Machine
- 1981: Land of Cockayne

## Filmografia
- Uwaga! Mr. Baker (2012, film dokumentalny, reżyseria: Jay Bulger)[5]